# البلياد
جماعة البلياد أو جماعة الثريا (بالفرنسية:  La Pléiade)‏ هي جماعة ظهرت في منتصف القرن السادس عشر، وتحديدًا في عام 1549، واستمرت إلى نهايته. تأسست على يد بير دو رونسار، عندما نشر جواشان دو بيليه، أحد أعضاءها بيانه عام 1549 كتاب الدفاع عن اللغة الفرنسية وتبيان فضائلها، أعرب فيه عن دفاعه عن اللغة الفرنسية مع إبراز فوائدها. أما أعضاؤها فهم إتيين جودل وجان- أنطوان دي باييف وريمي بيللو، (حل محل جان)، وباستيه دي لابيروز وبونتس دي تيار وجان دورا الذي خلف جاك بلتيه. وكان رونسار قد ألف عدة مرات لائحة تضم أفضل سبعة شعراء من أصدقائه كان محورها ثلاثة لم يتغيروا على الإطلاق وهم بيليه ودي باييف وجودل.

## سبب التسمية
البلياد أو الثريا هن، وفقًاً للأسطورة، البنات السبع للجبار أطلس من حورية البحر بليون. أطلق هذا الاسم على سبعة شعراء كانوا قد عاشوا في القرن الثالث قبل الميلاد، في ظل حكم بطلميوس الثاني الفيلادلفي. ثم أطلقت التسمية نفسها على مجموعات أخرى من الشعراء، منها مجموعة البلياد التي ظهرت عام 1323 وضمت سبعة شعراء فرنسيين، وكذلك على سبع شاعرات من مدينة تولوز. إلا أن أشهر مجموعة بلياد في تاريخ الأدب هي مجموعة السبع شعراء فرنسيين الذين تزعمهم الشاعر بيير دي رونسار في القرن السادس عشر.

## هدف الجماعة
لم تأت هذه الجماعة الشابة بتغيير منهجي جذري في الشعر، إلا أنها كانت مرحلة ناضجة من الجهد المنظم نحو مذهب شعري عام. وكان من المبادئ التي تبنتها هذه الجماعة هي أن اللغة الفرنسية تكون قادرة على منافسة اللغات القديمة والتعبير عن شتى الأفكار والأحاسيس في شتى الأنواع الأدبية. ولذلك كان لزامًا عليهم أن يقوموا بإغناء باللغة بالمفردات والارتقاء بها، سواء بالترجمة أو التقليد، أو بإدخال الأنواع الأدبية القديمة إلى مجالها الإبداعي. وشدد رونسار مؤسس الجماعة على ضرورة استذكار الكلمات القديمة وإعادة اكتشاف الثقافة القديمة وفنونها ومعارفها، كما دعا في كتابه فن الشعر إلى تبني الكلمات التي يستعملها الحرفيون كالحصادين والحدادين والصاغة؛ ودعا إلى توليد كلمات جديدة. إضافة إلى التجديد في النحو، وإدخال الأجناس الأدبية العظيمة المعروفة في الآداب اليونانية واللاتينية مثل التراجيديا والكوميديا والملحمة والنقد إلى مجال اللغة الفرنسية مع تجديد إيقاعات الشعر الفرنسي وابتكار أوزان جديدة  وهكذا قرر أعضاء البلياد القطيعة مع أسلافهم من من شعراء القرون الوسطى، ودافعوا عن تقليد شعراء اليونانيين والإغريق واستلهموا من مواضيعهم وحتى ذهبوا إلى أبعد من ذلك باإشارة إلى طقوسهم وخاصة بعد احتفال أطلقو عليه اسم Bompe du pouce عام 1553. وفرضوا الألكسندرين والقصيدة الغنائية والسونية للشكل الشعري وعاجو قضايا رثائية في الشعر: الحب، الموت، الهروب من الزمن والطبيعة.إذا البلياد ساهمت في تطور قياسي للشعر الفرنسي وأدب النهضة.

## الموضوعات
من الوجهة الكلاسيكية، كان رونسار متمسكًا بالثقافة القديمة وتقليد القدماء في الموضوعات والصور والمعالجة إلى درجة انعدام فرديته، ومن جهة أخرى ظل محافظًا على نظرية الأجناس الأدبية والأسلوب الخطابي والتعليمي الذي كان يتجه إلى العقل. ولكنه خطا في الشعر خطوات جديدة حين اتجه إلى العاطفة والخيال والمناخ الحزين، كما تميز أسلوبه بالغزارة والتنوع والانسياق مع الحماسة الشعرية دون روية، مما يعده النقاد جذوراً ا للمدرسة الرومانسية التي ظهرت بعد الكلاسيكية.
نظم شعراء البلياد أكثر القصائد في موضوع الحب، وتعدّ قصائد الحب التي نظمها رونسار أولى القصائد التي عُني بها لاحقًا أتباع المدرسة الإبداعية. كما نظموا في موضوع الزمن والتاريخ وفي المجد والخلود، وفي الموت. وأجمل ما كُتب فيه كانت الأبيات الشعرية التي كتبها رونسار في قصائده التي نشرها عام 1578 تحت عنوان  حول موت ماري. وكانت الطبيعة من الموضوعات المهمة التي نظموا فيها الشعر، فقد كانت المدينة والريف في عصر النهضة أقل انفصالًا من الوقت الحالي. وفسر ذلك أهمية موضوع الطبيعة في أشعارهم، إضافة إلى أن العاشق التعس الذي لم تصله محبوبته وأمعنت في هجره، كان يبحث عن ملاذه في طبيعة متوحشة عذراء تحمل معاني الحزن والضيق اللذين يعانيهما ويرجو منهما فكاكًا. كما أن شعراء البلياد عندما كانوا يصفون الطبيعة في أشعارهم فقد كانوا يفعلون ذلك بمثابة نوع من المحاكاة للقدماء أو الإيطاليين، وتحديدًا محاكاة للشاعر الإيطالي بترارك.

## معرض صور

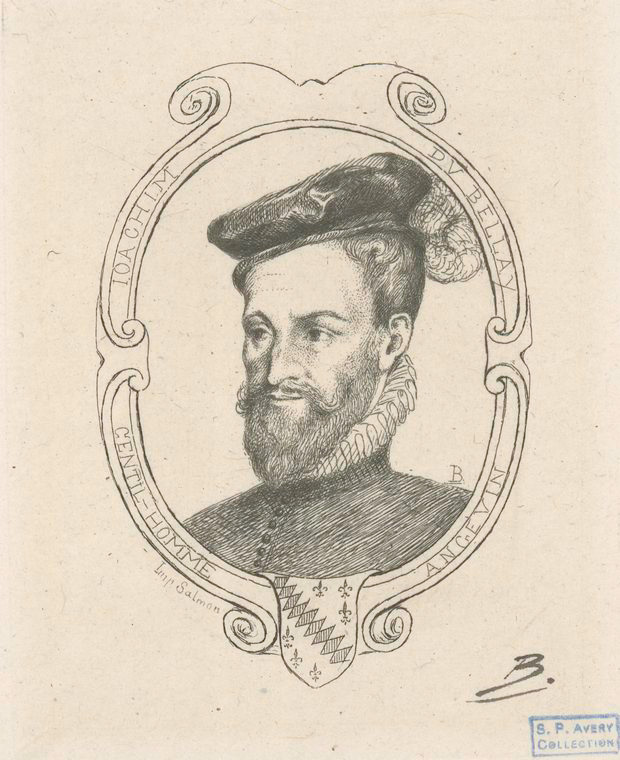
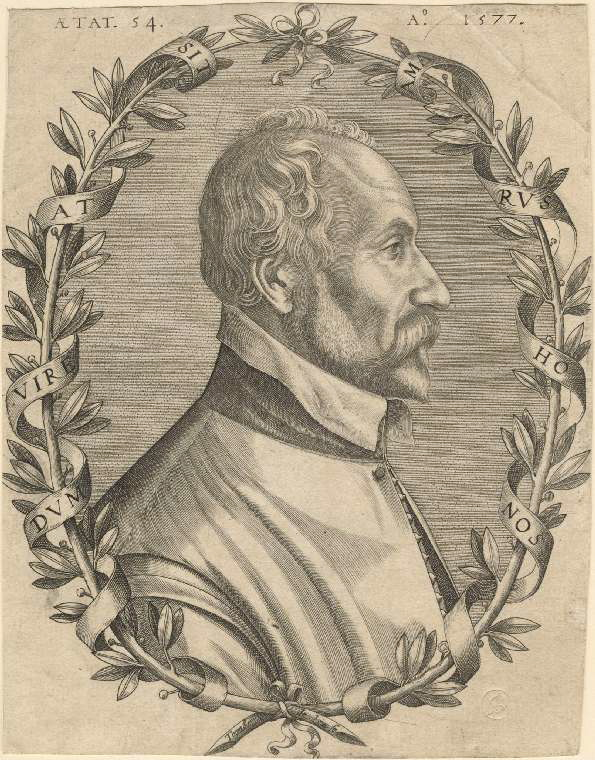
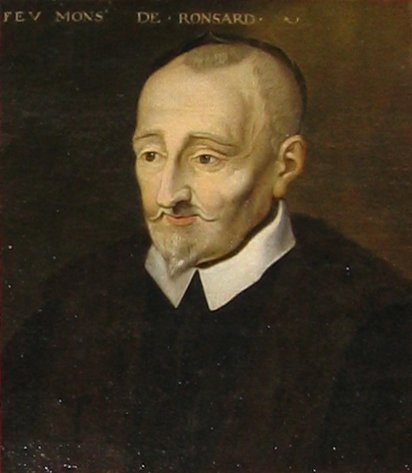
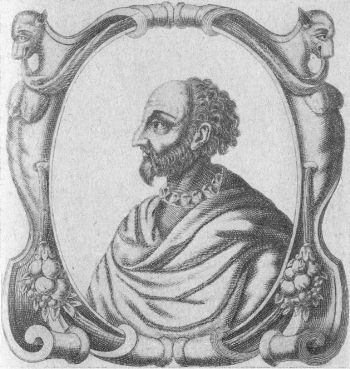
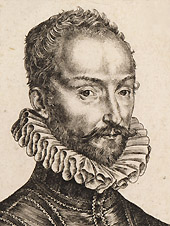